# Leopold Hasner von Artha
Leopold Hasner Ritter von Artha (ur. 15 marca 1818 w Pradze, zm. 5 czerwca 1891 w Bad Ischl) – austriacki polityk liberalny, ekonomista, filozof, nauczyciel akademicki, prawnik i publicysta, minister edukacji (1867–1870) i premier (1870) Austrii.

## Życiorys
Studiował filozofię i prawo na Uniwersytecie Karola i Uniwersytecie Wiedeńskim. W 1842 roku w Wiedniu uzyskał stopień naukowy doktora. Odbył aplikację adwokacką i zdał egzamin. W 1848 roku został publicystą gazety Prager Zeitung. Wyznawał poglądy liberalne i opowiadał się za centralizacją władzy w państwie. Wpływ na jego poglądy miały idee Georga Hegla i Lorenza von Steina. Od 1848 roku wykładał historię gospodarki narodowej na Uniwersytecie Wiedeńskim. W 1849 roku został profesorem nadzwyczajnym filozofii prawa na Wydziale Prawa i Nauk Politycznych Uniwersytetu Karola. W 1851 roku został profesorem zwyczajnym. W roku akademickim 1867/1868 był rektorem Uniwersytetu Wiedeńskiego.
W 1861 roku został wybrany na posła do sejmu krajowego Królestwa Czech. Następnie wybrany do austriackiej Rady Państwa, w 1863 roku był przewodniczącym jego izby niższej. W 1867 roku został dożywotnim członkiem izby wyższej. Został także członkiem rządu premiera Karla Wilhelma Philippa von Auersperga jako minister edukacji. Za swoich rządów wprowadził 8-letnią obowiązkową edukację, 7-letnie gimnazja, kontrolę państwa nad szkolnictwem podstawowym oraz świecki charakter szkół podstawowych (na podstawie ustawy z 1869 roku). Doprowadził także do powstania wydziału lekarskiego Uniwersytetu Leopolda i Franciszka w Innsbrucku. Od marca do kwietnia 1870 pełnił funkcję premiera. Jako premier mierzył się z konfliktami na tle narodowościowym; sprzeciwiał się ideom federalistycznym.